# Мазярка
Мазярка (укр. Мазярка) — село в Каменка-Бугской городской общине Львовского района Львовской области Украины. Расположено на реке Желдец.
Население по переписи 2001 года составляло 182 человека. Занимает площадь 1,068 км². Почтовый индекс — 80424. Телефонный код — 3254.